# Association des femmes marocaines
 (décembre 2020).
L’association des femmes marocaines (AFM) est une association féministe fondée par des étudiantes marocaines à Bruxelles en Belgique. Sa période d'activité s'étend de 1974 à 1985 et œuvre pour l’émancipation de la femme marocaine et à la défense de ses droits.

## Contexte historique
À la suite de la Seconde Guerre mondiale et dans un objectif de reconstruction, les pays occidentaux font appel à de la main d’œuvre étrangère. N’échappant pas à cette visée, un accord bilatéral d'échange de main d'œuvre entre la Belgique et le Maroc est conclu le 17 février 1974 dans le but de redonner une image à une Belgique meurtrie, tant sur le plan social, économique, démographique et culturel. L’immigration marocaine fut d'abord essentiellement masculine, avant qu'une population féminine n'arrive dans le cadre du regroupement familial fortement encouragé par le gouvernement belge. Cette présence féminine n’était prévue par le gouvernement belge lors de la signature de la Convention bilatérale que dans le but de participer au rajeunissement et au repeuplement du territoire belge. Par conséquent, aucune disposition concernant les droits de ces femmes n’a été prise lors de la Convention belgo-marocaine. Ces femmes ont fait face à de nombreux obstacles tels que la méconnaissance de la langue du pays, l’insalubrité de leur habitation ou encore à une culture méconnue. Ces conditions de vie font naître un sentiment d’isolement et d’exclusion de la vie publique chez ces femmes marocaines. Pourtant, bien que les immigrées marocaines soient complètement absentes du discours politique lors de cette première vague d’immigration, cela ne les empêche pas de s’engager dans des mouvements associatifs. 

## Création de l'association des femmes marocaines

### Début
Parallèlement à l’augmentation d’associations militantes dans les années 1970 et dû à l’absence de prise en compte de leurs intérêts et préoccupations, un groupe de femmes marocaines, mené par Rachida El Idrissi El Yacoubi, s'est formé dans l’objectif de mettre en place une association totalement indépendante, pour les femmes et par les femmes : l’association des femmes marocaines (AFM) créée en 1974. 
Cette première association féminine bruxelloise a pour but la défense des droits des femmes marocaines. Les initiatrices ont un profil assez particulier. Elles sont étudiantes, membres de l’Union Nationale des Étudiants du Maroc (UNEM), femmes des militants du Rassemblement démocratique marocain (RDM) ou encore femmes d’ouvriers marocains. Ces femmes, minoritaires au sein de l’immigration marocaine, sont notamment épouses de résistants politiques qui ont cherché à fuir le Maroc d'Hassan II et qui, une fois en Belgique, ont eu pour souhait de venir en aide aux femmes marocaines présentes dans le pays. 
Très vite, ce groupe de jeunes femmes commence à se faire connaitre, se réunissant dans un local fourni par la Maison des femmes situé au 79 de la rue du Méridien à Saint-Josse-ten-Noode. 
Cette association de fait n’est pas basée sur un modèle hiérarchique. Ce type de fonctionnement démocratique, sans chef ni responsable, a pour objectif d’encourager la socialisation et l’implication de chacune des adhérentes dans la vie associative.
Bien qu’elle se déclare féministe, l’association des femmes marocaines ne souhaitait pas suivre les pas de ses consœurs sur différents sujets, tels que la dépénalisation de l’avortement ou encore au sujet de la libération sexuelle, qui ne constituent pas une priorité pour ces femmes marocaines encore sous tutelle familiale autant sur le plan juridique que social. 

### Objectifs poursuivis
L’association des femmes marocaines a été créée par des femmes dans le but de pouvoir défendre leurs besoins. Bien que l’association se soucie des préoccupations sociales à l’échelle internationale, les objectifs poursuivis par l’AFM sont principalement l’émancipation de la femme marocaine et l’amélioration de son statut juridique, social et économique en Belgique ainsi qu’au Maroc. L’association se propose d’aider les femmes marocaines immigrées à appréhender les enjeux sociopolitiques de cette époque, mettre fin aux inégalités qu’elles peuvent rencontrer tout en leur permettant d’avoir une plus grande autonomie financière. De plus, l’association cherche à défendre leurs intérêts, notamment via des avocats et des services sociaux, dans la mesure où celles-ci peuvent être victimes d’isolement, d’exclusion voire d’expulsion forcée vers le Maroc à la suite du décès de leur mari,. L’AFM oriente également son combat vers l’adoption d’un Code civil plus laïque au Maroc ,.

### Financement
Tout au long de son existence, l’association des femmes marocaines vivra principalement des cotisations mensuelles de ses membres, mais aussi de quelques aides individuelles. Par la suite, et malgré le fait que l’association n’ait pas voulu faire appel à des financements d'État, afin d’éviter d’être sous la dépendance des pouvoirs publics, elle y fera tout de même appel à deux reprises pour l’achat de matériaux nécessaires à son fonctionnement,. 
Installée initialement dans les locaux de la Maison des Femmes puis au local du centre culturel flamand « De Kriekelaar » au 86 de la rue Gallait à Schaerbeek, l’association des femmes marocaines s’est finalement définitivement installée à Saint-Joose-ten-Noode où elle a pu bénéficier de la gratuité des locaux mis à sa disposition par le Centre féminin d’éducation permanente (CFEP),. 

## Activités
Les activités proposées par l’association des femmes marocaines étaient multiples. Des cours d’alphabétisation en langue arabe mais aussi des cours de français y étaient organisés et constituaient une réelle priorité pour l’association. L’AFM mettait également en place des cours de couture, des cours de chants ainsi que des cours de théâtre,. Le thème de ces cours de théâtre étaient choisis par ces femmes qui se mettaient elles-mêmes en scène. Représenter la vie quotidienne des femmes marocaines immigrées sur scène, tel que leur situation familiale, leur travail ou encore leur logement, était une façon divertissante d’exprimer leurs problèmes.
L’AFM organisait des écoles de devoirs, des formations sociopolitiques et des activités socio-culturelles avec le soutien des associations de femmes, de travailleurs immigrés ainsi que les organisations militantes progressistes néerlandophones et francophones. 
Des groupes d’échanges de parole étaient également proposés dans le but de permettre aux femmes d’exprimer leur vécu et les obstacles qu’elles ont pu rencontrer. Le sujet principal de ces discussions portait la plupart du temps sur la femme marocaine ainsi que sur sa condition. 
L’association invitait des militantes politiques de différents pays, notamment d’Amérique latine, afin de discuter de leurs témoignages. 
Le choix des activités variait également en fonction du savoir-faire, des compétences et du vécu de chaque membre de l’Association des Femmes Marocaines,. Toutes ces activités n’étaient pas uniquement réservées aux femmes marocaines. En effet, des femmes étrangères ou belges pouvaient également en bénéficier. 

## Collaborations
L’Association des Femmes Marocaines a également participé à différentes mobilisations tels que la journée de la femme, la lutte contre le racisme, le droit des étrangers et la régularisation des sans-papiers dans lesquelles elle s’y était fortement investie. L’AFM effectue de nombreuses collaborations notamment avec Vie Féminine ou encore les Femmes prévoyantes socialistes (FPS) qui sont toutes deux des organisations féminines belges, sans pour autant s’assimiler à leurs convictions. En effet, l’AFM prenait le soin de mettre en lumière sa différence ainsi que ses particularités, tout en en préservant les objectifs et les actions qui lui sont propres. Conjointement, l’AFM était aussi en relation avec des directions d’écoles ainsi que des plannings familiaux afin d’attirer leur attention sur les nombreuses difficultés traversées par ces femmes marocaines en Belgique même si ces sensibilisations s’arrêtent, pour la plupart, au stade du contact interpersonnel.  L’AFM participait constamment à la journée internationale des travailleurs, elle sera également l’une des sources à l’origine des manifestations à la suite de l’assassinat d’un employé marocain par un adhérent du Front de la Jeunesse en décembre 1980 ou encore lors des émeutes à Casablanca en juin 1981. Les adhérentes de l’AFM sont également actives aux revendications des organisations du Maroc et de manière individuelle, au Moussem de l’immigration marocaine en Europe. Le Moussem est un festival culturel ayant pour but de mettre en avant la culture marocaine, grâce aux chants, aux danses et au théâtre. 

## Évolutions
Au fur et à mesure des années, les militantes sont beaucoup moins disponibles et l’association est beaucoup moins fréquentée, en raison notamment du retour de certaines au Maroc et de la situation professionnelle et familiale des autres,. En 1985, l’AFM suspend ses activités après une dizaine d’années. Ces femmes investies seront touchées jusqu’à la fin de leur vie par les activités, le mode de fonctionnement de l’association, la solidarité mais également par les adhérentes. Les jeunes filles issues de la seconde génération ne pourront pas prendre le relais politique, idéologique et social de l’association en raison de leur jeune âge, mais aussi car elles avaient d'autres préoccupations primordiales à leur épanouissement (aide social et aide scolaire). Plusieurs années après la fin de l’Association des Femmes Marocaines, de nombreuses jeunes étudiantes, qui fréquentaient l’AFM accompagnées de leur mère adhérente pendant leur enfance, prendront part, au milieu des années 1980 au sein de l’UNEM, aux développements d’écoles de devoirs et de cours de langue arabe : Les Écoles de l’Avenir. C’est donc essentiellement grâce aux mouvements des filles de la seconde génération que l’on voit se développer la création d’associations par les femmes immigrées et pour les femmes immigrées. 